# Brigitte Mebande
Brigitte Mebande, née en 1952 à Abong-Mbang dans la région de l'Est au Cameroun et décédée le 27 novembre 2022, était une femme politique camerounaise et ancienne vice-présidente à la Fecafoot. Elle est députée de la 9e législation.

## Biographie
Brigitte Mebande est une exploitante forestière premièrement connue par son implication dans le milieu footballistique camerounais où elle a été vice-présidente de la Fédération camerounaise de football (Fecafoot) au près d'Iya Mohamed. Elle a également été présidente du club de football Union sportive d’Abong-Mbang. 
En 2015, elle fait partie des candidats.es dans la course pour la présidence de la Fédération camerounaise de football (Fecafoot). Mais sa candidature et celle de quatre autres candidats se verront recalées car seraient jugées inéligibles au scrutin du 29 novembre d'après la commission électorale.  À la suite de ce rejet, Brigitte Mebande et les autres candidats recalés à savoir Joseph Antoine Bell, Robert Atah, Jules Nyongha, Robert Penne soumettent un mémorandum signé le 24 novembre 2014 qui suscite l'intervention de Joseph Owona alors président du comité de normalisation de l’élection à la présidence de la Fécafoot. 

## Vie politique
De son vivant, Brigitte Mebande est une militante du parti au pouvoir, le Rassemblement démocratique du peuple camerounais (RDPC). Elle est députée de la circonscription du Haut Nyong et membre de la commission des affaires étrangères de l’Assemblé nationale. 
Elle est nommée membre du Conseil supérieur de la magistrature en 2014, par le président de la République camerounaise Paul Biya. Elle travaille comme secrétaire au bureau de la Chambre basse du parlement camerounais de 2002 jusqu'à sa mort en 2022 sous Roger Nkono Dang président de l'Assemblée Nationale.

## Circonstance du décès
Brigitte Mebande est morte le 27 novembre 2022 de suite de courte maladie,. Son décès survient en pleine session budgétaire au Parlement. Sa mort s'inscrit ainsi dans la liste d'une dizaine de députés du parti politique RDPC décédés entre 2020 et 2022.